# Wijken en buurten in Bunschoten
De Nederlandse gemeente Bunschoten is voor statistische doeleinden onderverdeeld in wijken en buurten. De gemeente is verdeeld in de volgende statistische wijken:
- Wijk 00 (CBS-wijkcode:031300)

Een statistische wijk kan bestaan uit meerdere buurten. Onderstaande tabel geeft de buurtindeling met kentallen volgens het Centraal Bureau voor de Statistiek (2008):
| CBS-buurtcode | Buurtnaam         | Inwonertal | Opp. totaal (ha) | Opp. land (ha) | Ligging                |
| ------------- | ----------------- | ---------- | ---------------- | -------------- | ---------------------- |
| BU03130000    | Bunschoten        | 2990       | 151              | 150            | Locatie in de gemeente |
| BU03130001    | Spakenburg        | 3770       | 106              | 104            | Locatie in de gemeente |
| BU03130002    | Eemdijk           | 880        | 332              | 316            | Locatie in de gemeente |
| BU03130003    | Broerswetering    | 2570       | 50               | 50             | Locatie in de gemeente |
| BU03130004    | Bikkersvaart      | 3400       | 59               | 58             | Locatie in de gemeente |
| BU03130005    | Blokhuiswetering  | 4360       | 56               | 56             | Locatie in de gemeente |
| BU03130006    | Koenraadswetering | 1320       | 22               | 22             | Locatie in de gemeente |
| BU03130008    | De Haar           | 190        | 808              | 805            | Locatie in de gemeente |
| BU03130009    | Verspreide huizen | 130        | 1503             | 1489           | Locatie in de gemeente |